# Bressan
Matheus Simonete Bressanelli, mais conhecido como Bressan, (Caxias do Sul, 15 de janeiro de 1993), é um futebolista brasileiro que atua como zagueiro. Possuindo dupla nacionalidade italiana, atualmente joga na Chapecoense.[carece de fontes?]

## Carreira

### Juventude
Iniciou nas categorias de base do Esporte Clube Juventude. Em 2010 foi promovido para a equipe principal para a disputa do Campeonato Gaúcho de 2010, estreando em 21 de março de 2010, contra o Novo Hamburgo.

### Grêmio
Em dezembro de 2012 transferiu-se ao Grêmio. No dia 5 de janeiro de 2015 renovou seu vínculo com o Grêmio por mais duas temporadas.

### Flamengo
Foi cedido por empréstimo ao Flamengo por uma temporada em 5 de janeiro de 2015. No entanto, permaneceu somente até 4 de agosto aceitando o pedido do Grêmio para seu retorno.

### Peñarol
Sem espaço no Grêmio, Bressan acertou, em 19 de julho de 2016, o seu empréstimo ao Peñarol, do Uruguai, até a metade de 2017, mas o jogador não teve boas atuações e acabou retornando ao clube gaúcho em janeiro de 2017.

### Retorno ao Grêmio
Em 2017, sob o comando de Renato Portaluppi, Bressan foi o reserva na zaga do Grêmio. No dia 29 de novembro de 2017, acabou sendo utilizado como titular na final contra o Lanús, ajudando o Grêmio a ser tricampeão da Libertadores de 2017. Perdeu espaço no clube após ter sido expulso e provocar um pênalti que ocasionou a eliminação do time na Libertadores 2018, em jogo contra o River Plate Football Club, recebendo a alcunha de "O Culpado" pela imprensa esportiva e por grande parte da torcida, que pediu sua dispensa do clube. O fato reacendeu na memória dos gremistas outra falha de Bressan que culminou com outra eliminação do time, na Libertadores 2013. Nesta oportunidade, em partida disputada contra o Club Independiente Santa Fe, o zagueiro levou um drible entre as pernas, permitindo o gol do clube colombiano.

## Seleção Brasileira
Em 2011, foi convocado pelo treinador Ney Franco para a disputa da Copa Internacional do Mediterrâneo, realizada em Barcelona na Espanha. Bressan marcou um gol na competição, diante do EF Gironés-Sàbat. A Seleção conquistou de maneira invicta a 11.ª Copa Internacional do Mediterrâneo.
Foi convocado para a seleção olímpica por Alexandre Gallo no lugar de Luan, cortado por lesão na coxa esquerda. Estreou no empate de 0 a 0 com o México.

## Estatísticas

### Seleção Brasileira
Abaixo estão listados todos jogos e gols do futebolista pela Seleção Brasileira, desde as categorias de base. Abaixo da tabela, clique em expandir para ver a lista detalhada dos jogos de acordo com a categoria selecionada.
Sub-20
| Ano   |       |      |
| Ano   | Jogos | Gols |
| ----- | ----- | ---- |
| 2011  | 2     | 1    |
| Total | 2     | 1    |

|    | Data                | Local                                  | Resultado | Adversário    | Gols | Competição                         |
| -- | ------------------- | -------------------------------------- | --------- | ------------- | ---- | ---------------------------------- |
| 1. | 22 de abril de 2011 | Espanha                                | 3–0       | Gironés-Sàbat | 1    | Copa Internacional do Mediterrâneo |
| 2. | 24 de abril de 2011 | Estádio Tossa de Mar, Palamós, Espanha | 2–0       | México        | 0    | Copa Internacional do Mediterrâneo |

Sub-23 (Olímpico)
| Ano   |       |      |
| Ano   | Jogos | Gols |
| ----- | ----- | ---- |
| 2015  | 5     | 0    |
| Total | 5     | 0    |

|    | Data                | Local                                             | Resultado | Adversário | Gols | Competição            |
| -- | ------------------- | ------------------------------------------------- | --------- | ---------- | ---- | --------------------- |
| 1. | 29 de março de 2015 | Estádio Governador João Castelo, Maranhão, Brasil | 0–0       | México     | 0    | Amistoso              |
| 2. | 13 de julho de 2015 | Tim Hortons Field, Hamilton, Canadá               | 4–1       | Canadá     | 0    | Pan-Americano de 2015 |
| 3. | 16 de julho de 2015 | Tim Hortons Field, Hamilton, Canadá               | 4–0       | Peru       | 0    | Pan-Americano de 2015 |
| 4. | 23 de julho de 2015 | Tim Hortons Field, Hamilton, Canadá               | 1–3       | Paraguai   | 0    | Pan-Americano de 2015 |
| 5. | 25 de julho de 2015 | Tim Hortons Field, Hamilton, Canadá               | 3–1       | Panamá     | 0    | Pan-Americano de 2015 |

Seleção Brasileira (total)
| Ano   |       |      |
| Ano   | Jogos | Gols |
| ----- | ----- | ---- |
| 2011  | 2     | 1    |
| 2015  | 5     | 0    |
| Total | 7     | 1    |

## Títulos
Juventude
- Campeonato Gaúcho Sub-20: 2010
- Copa FGF: 2011, 2012

Flamengo
- Torneio Super Series: 2015
- Torneio Super Clássicos: 2014

Grêmio
- Copa Libertadores: 2017
- Recopa Sul-Americana: 2018
- Campeonato Gaúcho: 2018

Seleção Brasileira
- Copa Internacional do Mediterrâneo: 2011

Títulos Individuais
- Seleção Troféu Lucas Mugni da Década: 2011-2020